# St. Peter und Paul (Bardenberg)

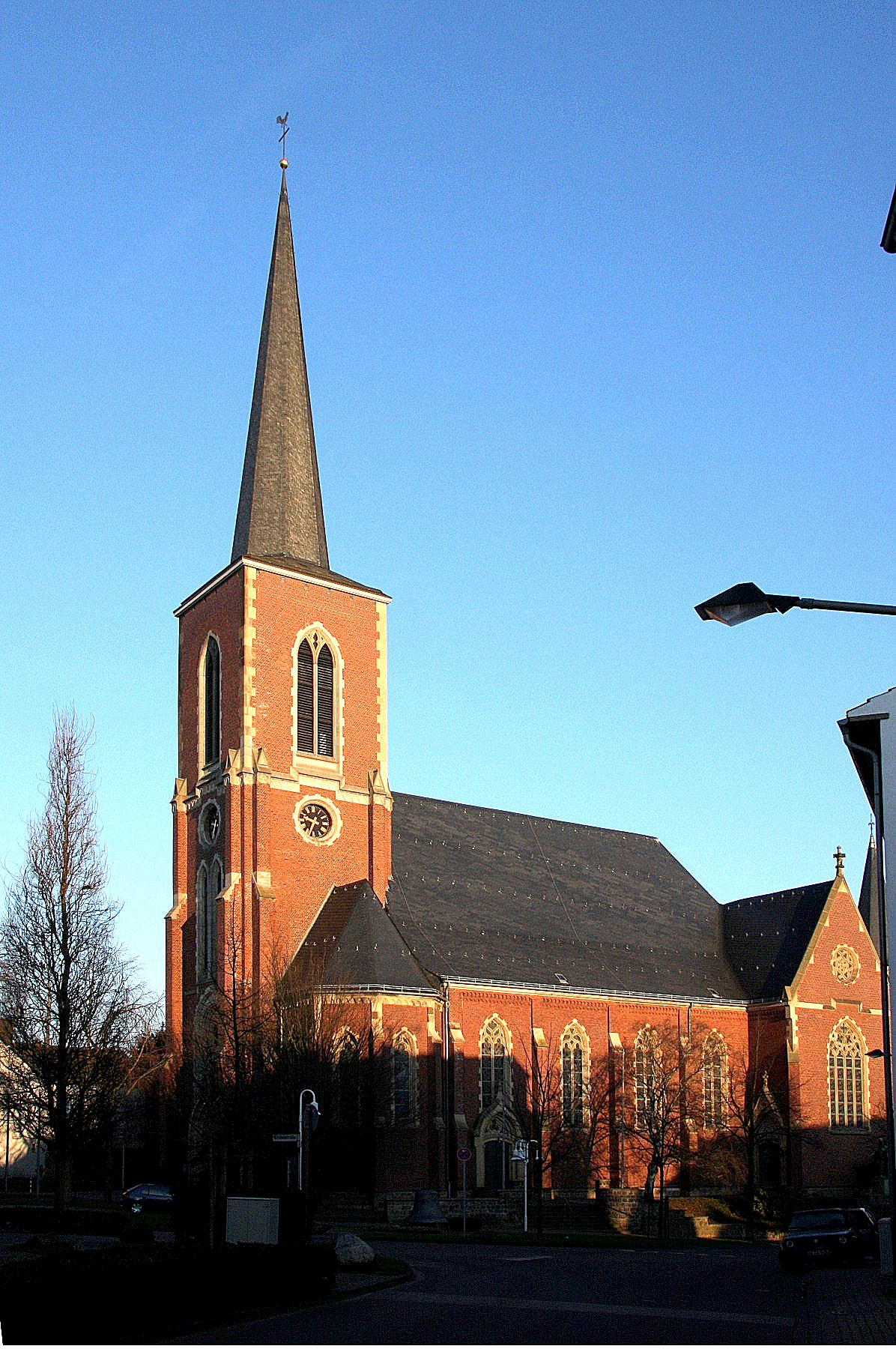
Pfarrkirche St. Peter und Paul, Ansicht von Süden

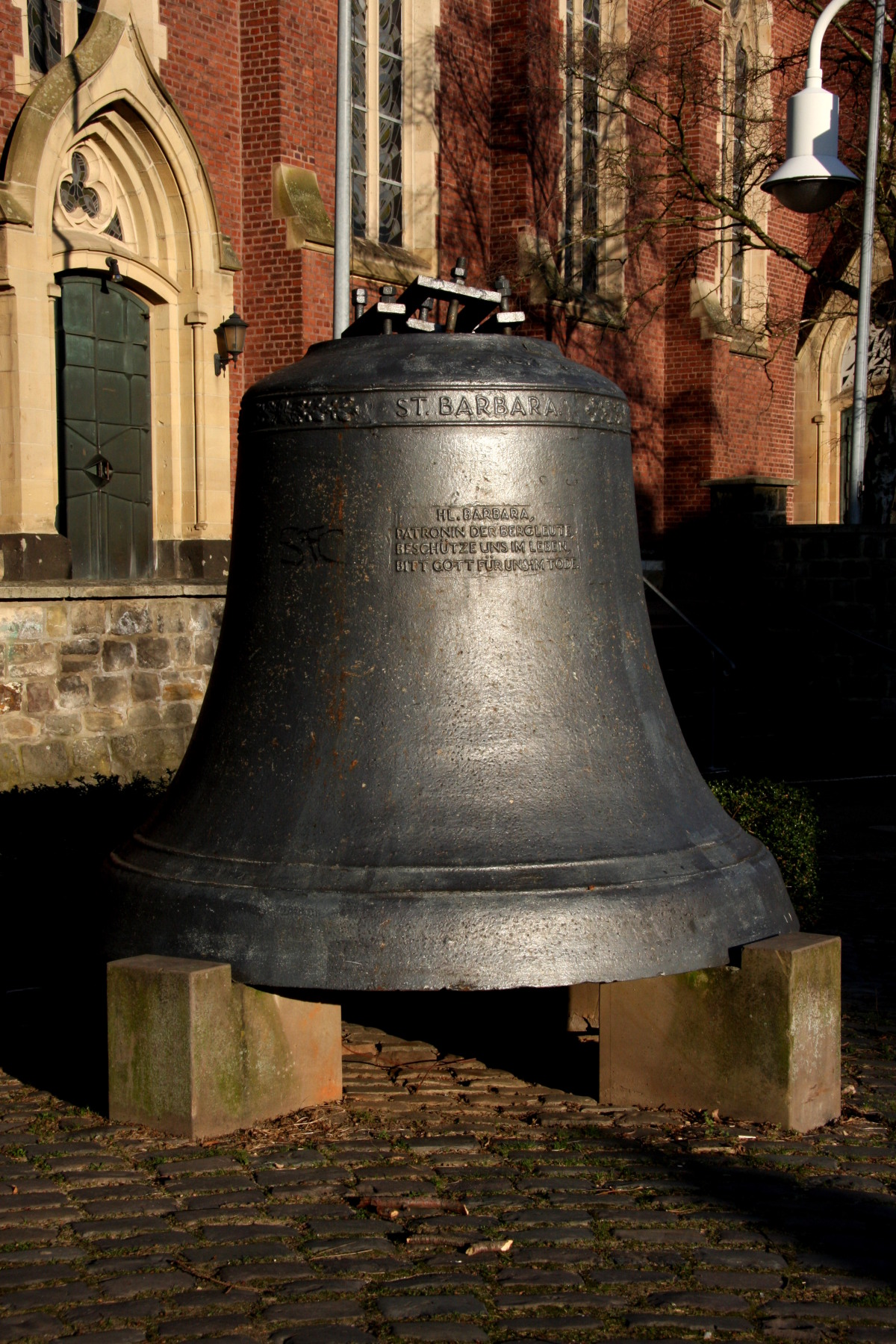
Barbaraglocke

St. Peter und Paul, auch St. Petrus und Paulus, ist eine katholische Gemeinde in Würselen-Bardenberg. Sie gehört zusammen mit den Gemeinden St. Balbina (Morsbach), St. Lucia (Broichweiden), St. Marien (Scherberg), St. Nikolaus (Linden-Neusen), St. Pius X. (Schweilbach/Teut), St. Sebastian (Würselen-Mitte) und St. Willibrord (Euchen) zur Pfarrei St. Sebastian Würselen. Bis zur Fusion der Gemeinden zur Pfarrei St. Sebastian Würselen zählte die katholische Pfarrgemeinde St. Peter und Paul circa 4100 Mitglieder (2008). Das Gemeindegebiet umfasst neben Bardenberg auch Pley.

## Geschichte der Pfarrkirche St. Petrus und Paulus
Die erste urkundliche Erwähnung Bardenbergs, damals Bardunbach, findet man im Jahre 867. In dieser Urkunde geht es um den Tausch von Gütern in der commarca Bardunbach zwischen König Lothar II. und einem Vasallen des Jülicher Gaugrafen Matfried. Der Autor W. Nellessen vermutet, dass es sich hierbei um Ländereien des späteren Fronhofs Steinhaus handelt. Es existierte wahrscheinlich schon eine für die Zeit typische Holzkirche nebst Pfarrhof. Im 10. Jahrhundert trat in Bardinbach oder Bardumbach an die Stelle dieser ersten Holzkirche eine romanische Steinkirche, deren Turm auf einem runden von vier Säulen getragenen Kreuzgewölbe ruhte. Am 8. November 1043 vergab Erzbischof Hermann II. von Köln die Einkünfte der Bardenberger Kirche an das St.-Severin-Stift in Köln, das danach formell den Pfarrer stellte und ab dem 13. Jahrhundert einen Vikar, der den Gottesdienst zu versehen hatte.
Aus der Zeit des 16. Jahrhunderts stammen die ältesten Urkunden, die sich im Kirchenarchiv befinden. Frühere Unterlagen gingen bei einem von den Franzosen verursachten Brand (1542 oder 1691) verloren.
Zu Beginn des 17. Jahrhunderts wurde der Pfarrer in Bardenberg als Pastor bezeichnet. Das Recht des Dechanten von St. Severin in Köln, den jeweiligen Pfarrer vorzuschlagen, wird nicht mehr erwähnt. Am 4. Dezember 1684 wurde der Turm der Bardenberger Kirche von einem Blitz getroffen und ging in Flammen auf. Ende des 18. Jahrhunderts bzw. Anfang des 19. Jahrhunderts scheint die bisherige Kirche nicht mehr den Anforderungen genügt zu haben. Im Jahr 1811 begann die Planung eines Neubaus, der dann in den Jahren 1818–1824 nach den Plänen des Aachener Landbauinspektors Johann Peter Cremer in klassizistischem Stil errichtet wurde. Dem Neubau ging der Abriss der Kirche aus dem 10. Jahrhundert in den Jahren 1817/1818 voraus.
Etwa 100 Jahre später, in den Jahren 1914–1920, erfolgt der Neubau der heutigen späthistoristischen, neugotischen Kirche St. Peter und Paul durch den Aachener Kreisbaumeister Heinrich van Kann. Der Kirchturm wurde erst 1922 fertiggestellt. Im Jahr 1926 wurde die Kirche konsekriert. Durch Kriegseinwirkung wurde die Kirche im Jahr 1944 so stark beschädigt, dass eine Nutzung auf längere Zeit nicht möglich war. Aus diesem Grund wurde im Saal der Gastwirtschaft Hammers in der Dorfstraße eine Notkirche eingerichtet. Es dauerte fünf Jahre, bis am 6. Oktober 1949 die Kirche nach dem Wiederaufbau mit einem Festgottesdienst des Aachener Bischofs Johannes Joseph van der Velden wieder genutzt werden konnte. 
Im Jahr 1964 erhielt St. Peter und Paul fünf neue Bronzeglocken. Die Barbaraglocke verblieb als einzige Gussstahlglocke im Turm. Die neuen Glocken wurden den Pfarrpatronen Petrus und Paulus, Maria und Joseph, dem hl. Michael und Papst Johannes XXIII. geweiht. 1965 erfolgte die Neugestaltung des Turmhelms mit Unterbau. Die Gesamthöhe einschließlich Kugel und Hahn beträgt seitdem 68 Meter. Drei Jahre später wurde der Haupteingang durch Steinmetz Hermann Derichs in Bardenberg und Kunstschmied Albert Sous in Würselen in Miltenberger Sandstein einschließlich Kupferblech-Abdeckung neu gestaltet. Eine Außensanierung des Kirchturms erfolgte zwischen 1989 und 1992. 
Bereits im Jahr 1985 zeichneten sich immer häufiger Schäden an der im Jahr 1949 installierten Stahlhut-Orgel ab. Nach einer zehn Jahre dauernden Sammelaktion war es dann im Jahr 1995 endlich soweit: Eine neue Wilbrand-Orgel löste die desolate Stahlhut-Orgel ab. In den Jahren 2001 und 2002 erfolgte eine Innenrenovierung der Tageskapelle und des Kirchturms, schließlich 2003 und 2004 die Innenrenovierung der Kirche und die Neugestaltung des Chorraums.
Seit 2003 gehörte die Pfarrgemeinde zur Gemeinschaft der Gemeinden (GdG) Würselen, die aus St. Balbina, St. Marien, St. Pius X., St. Sebastian und St. Peter und Paul bestand.
Zum 1. Januar 2010 fusionierten die acht Gemeinden der jetzigen GdG Würselen und der GdG Broichweiden zur neuen Katholischen Kirchengemeinde St. Sebastian.

## Pfarrer seit 1530

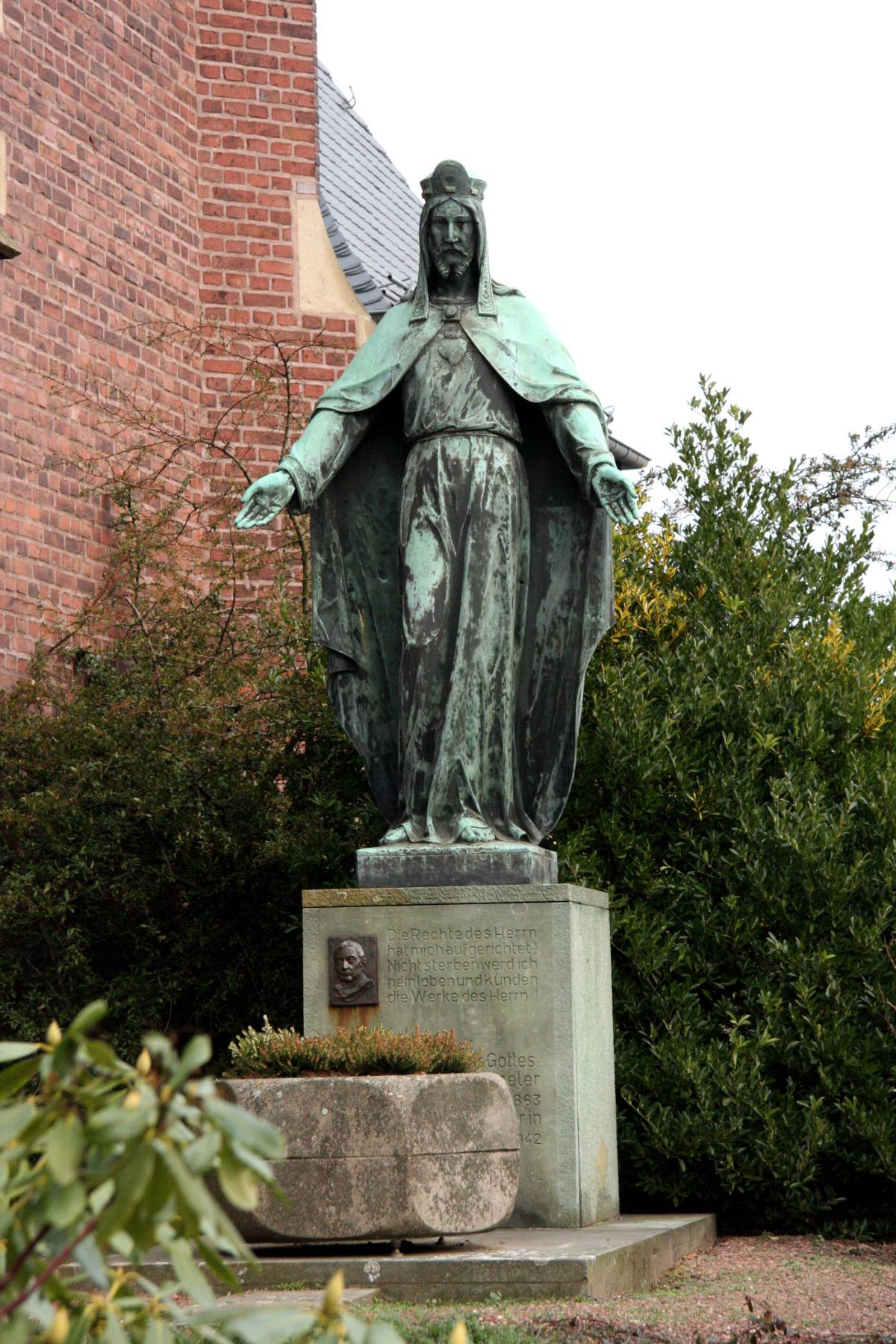
Christkönig-Denkmal an der Südseite der Kirche. Die letzte Ruhestätte für den am 12. August 1942 verstorbenen Pfarrer Franz Josef gen. Carl Hesseler

- 1530–?: Antonius de Froenhoven (auch von Freden-aldenhoven)
- ?: Leonhardt von Oetweiler
- um 1582: Quirinus Kemerlinks von Tetz
- 1616–1629: Peter Fabritius
- 1629–1650?: Petrus Mäntz (auch Mayntz)
- 1650–1670?: Werner Bremen
- 1670–1680: Arnoldus Meuser
- 1680–1711: Johannes Vietoris
- 1711–1713: Johannes Heuscher (Pfarre interimistisch verwaltet)
- 1711–1725: Jacobus Eyhsels
- 1727–1746: Johannes Wilhelmus Heinen
- 1746–1768: Johannes Henricus Werth
- 1768–1809: Philippus Adolphus Werth
- 1809–1821: Johannes Ludovicus Jungen
- 1822–1840: Johannes Arnoldus Junker
- 1840–1846: Fridericus Guilelmus Savelsberg
- 1846–1881: Gerhardus Josephus Bernhardus Hubertus Mahr
- 1881–1886: Hubertus Kremer (Vikar und Pfarrverweser)
- 1886–1906: Johannes Henricus Dörnemann
- 1906–1942: Franz Josef gen. Carl Hesseler
- 1943–1975: Aloys Wirtz
- 1975–2000: Franz Eversheim
- 2000–2003: Pater Winfried Urbanek (Pfarre interimistisch verwaltet)
- 2004–2009: Heinz-Josef Lambertz
- seit 2010: Rainer Gattys

## Eindrücke

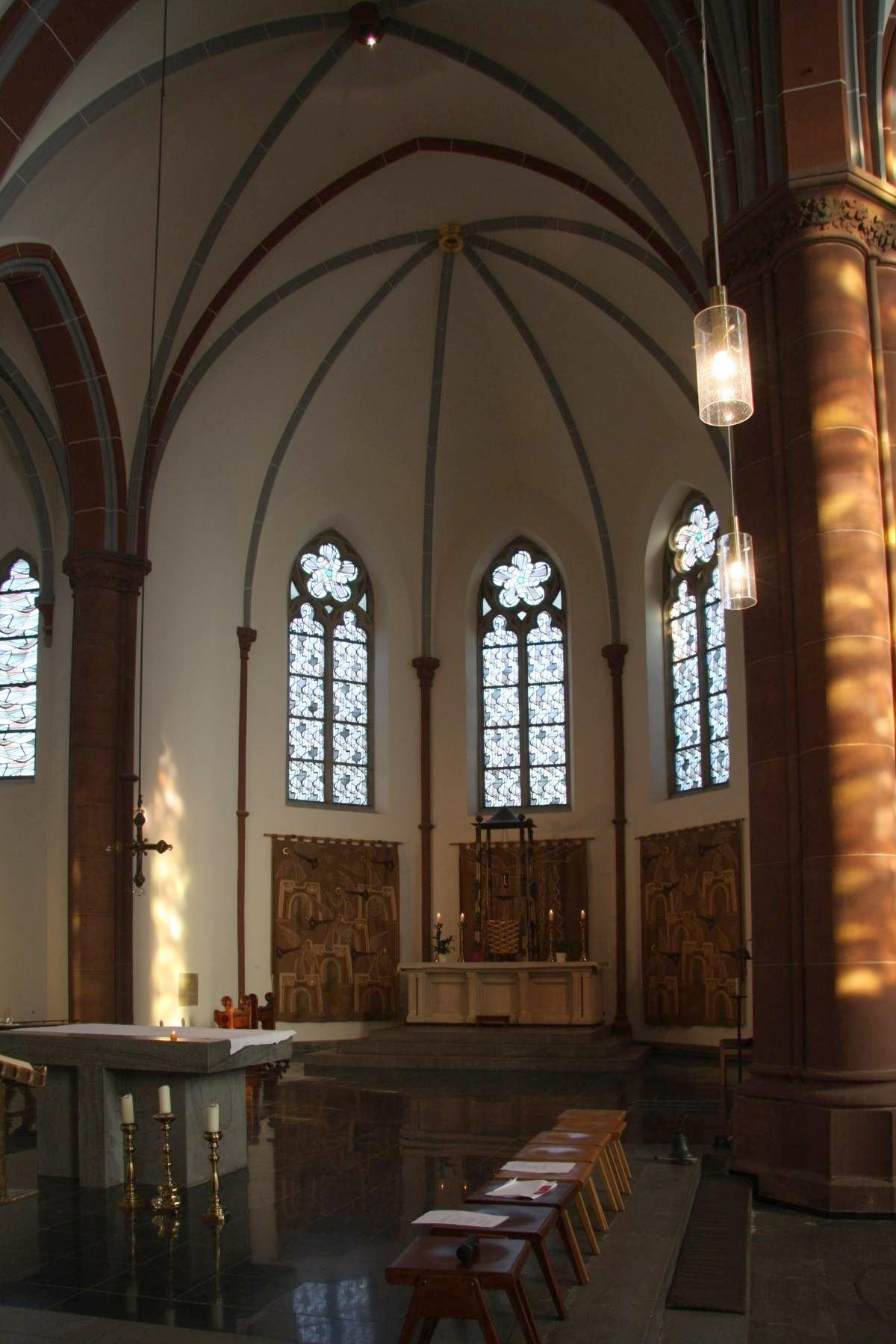
Chorraum der Kirche
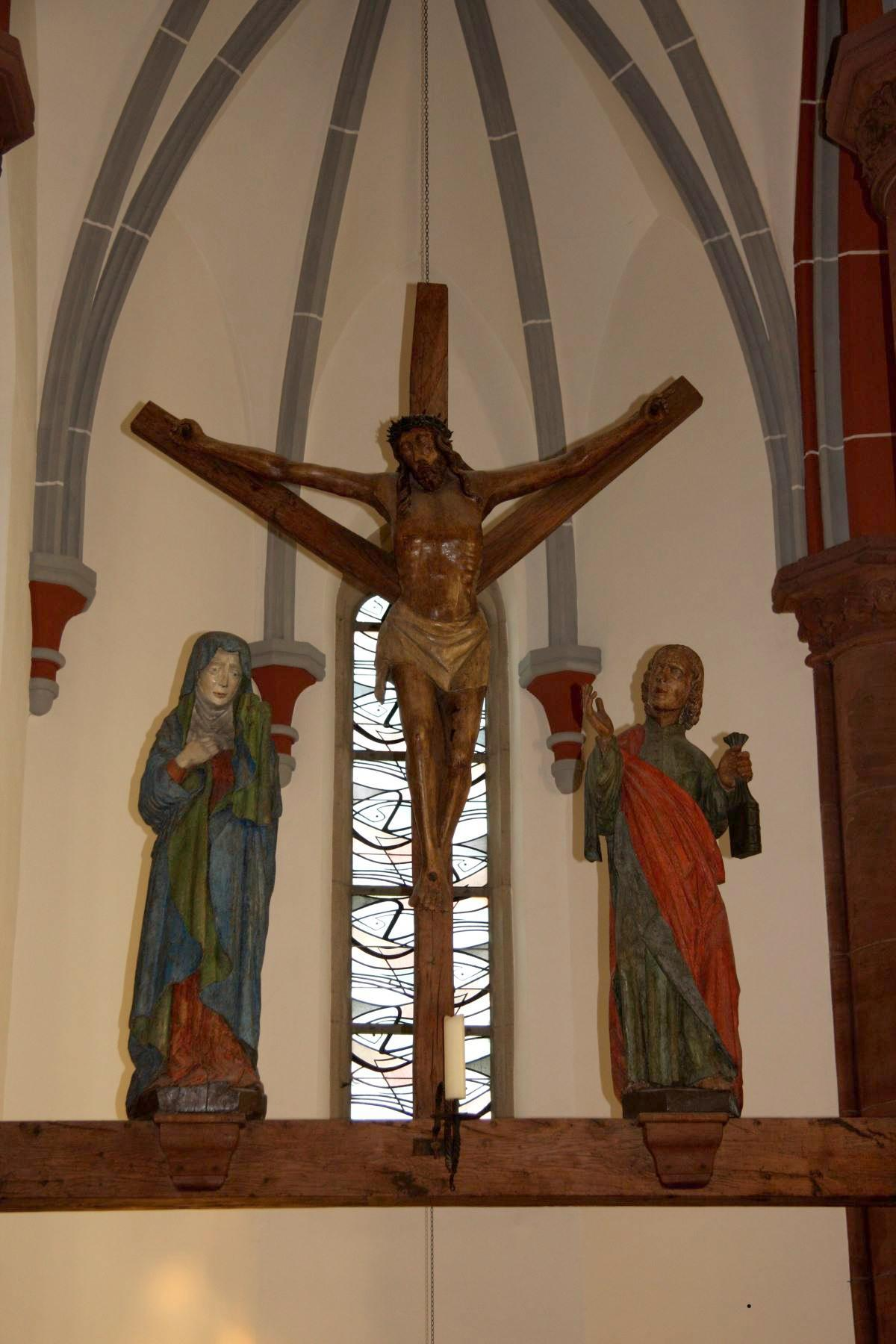
Kreuzigungsgruppe über dem Durchgang zur Taufkapelle
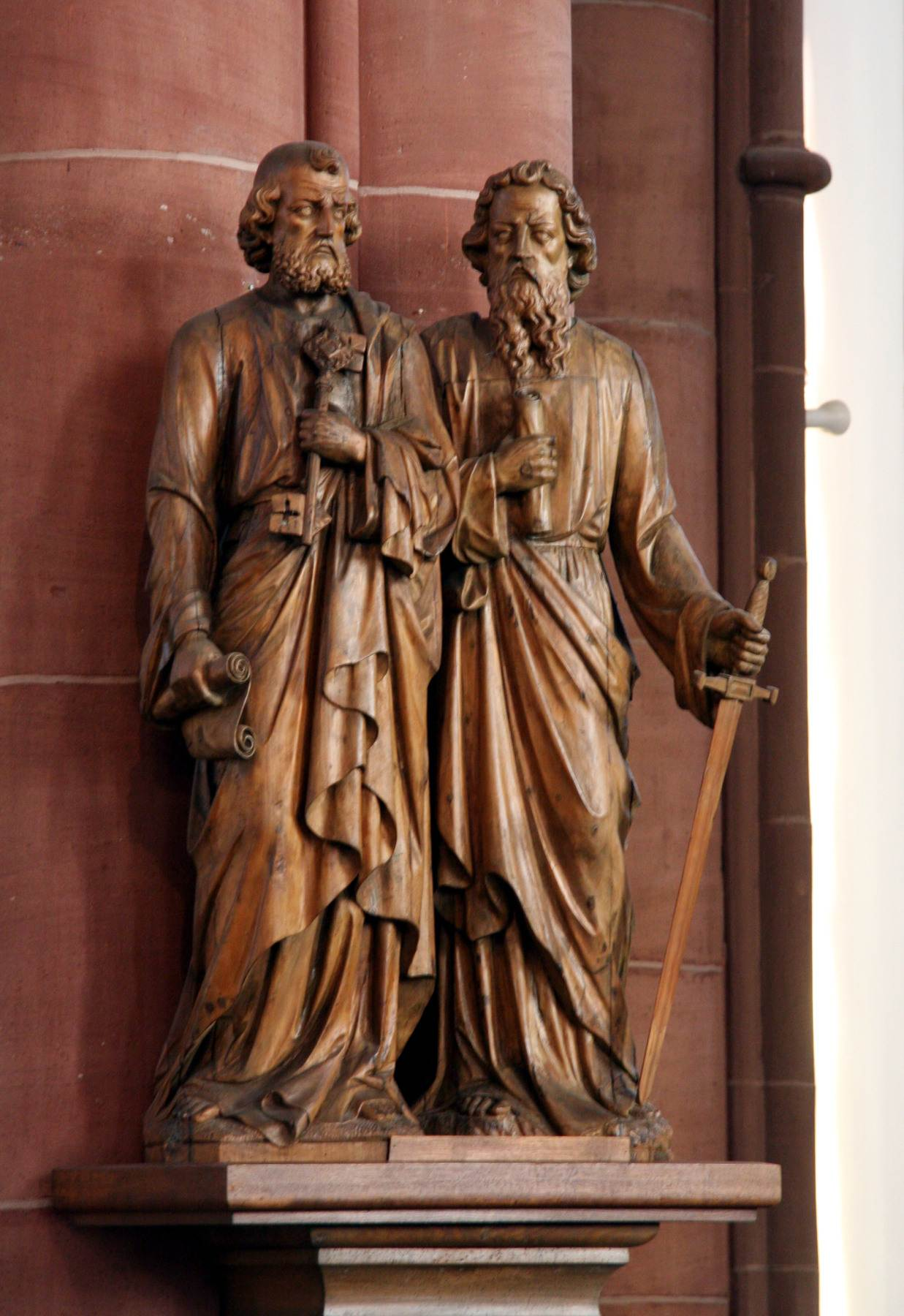
Statuen Petrus und Paulus von dem Aachener Bildhauer Fritz Ahn im Übergang zum Chorraum (1889)
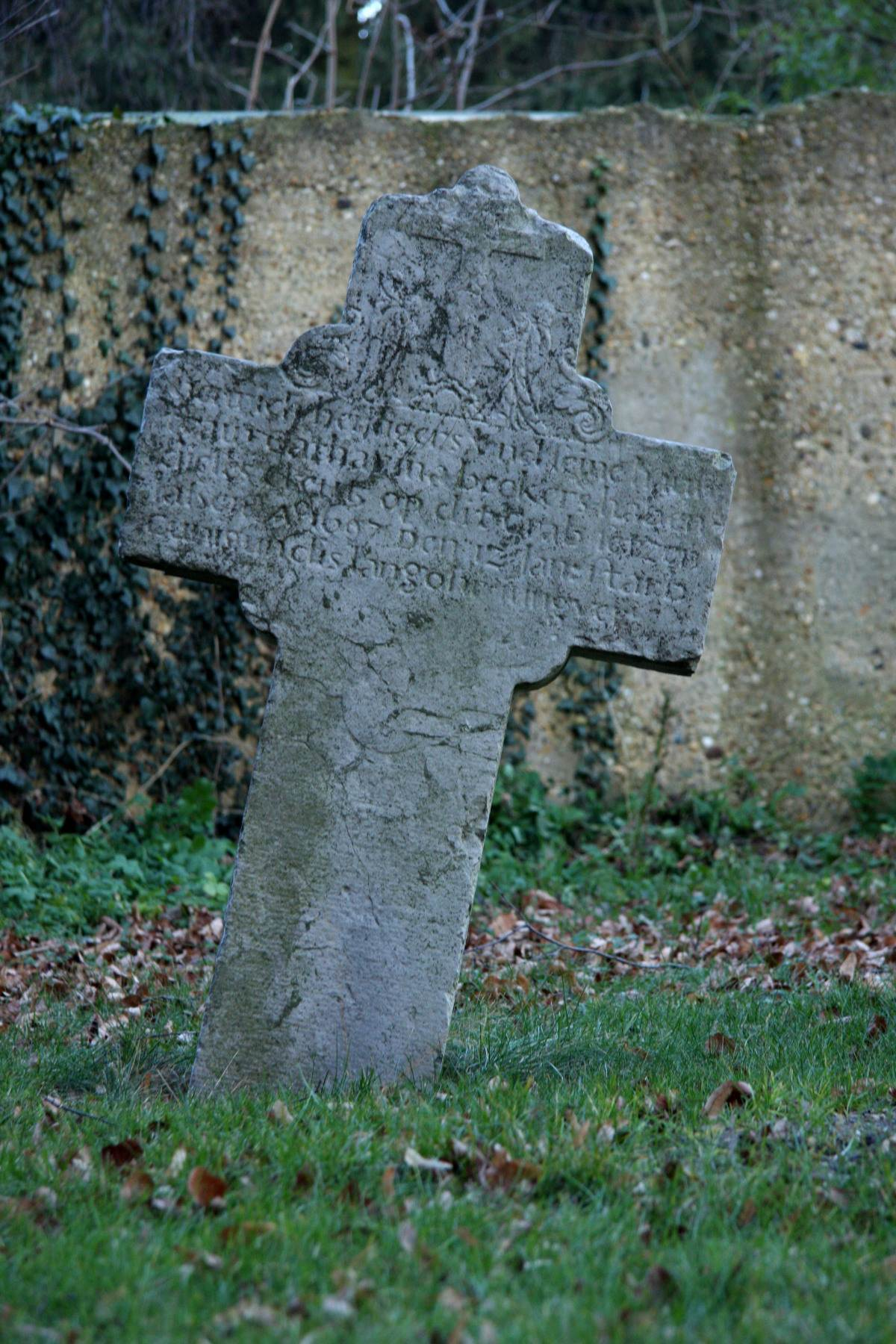
Grabkreuz aus dem Jahre 1697 neben der Kirche